# Geyse Ferreira
Geyse da Silva Ferreira (Maragogi, em 27 de março de 1998), comumente conhecida como Geyse ou Pretinha, é uma atacante de futebol profissional brasileira que joga no Manchester United, clube da Superliga Feminina, e pela seleção brasileira feminina.[carece de fontes?]
Nascida e criada no povoado de São Bento, Geyse se interessou pelo esporte ainda pequena, jogando com os meninos na praia ou na rua. De família humilde, a jogadora começou jogando futsal na escola para então chegar na equipe do time feminino da União Desportiva, onde foi revelada. Em 2016, depois de ser destaque na seleção de base, teve sua primeira convocação para a seleção principal.

## Vida pessoal
Com o dinheiro que ganhou como jogadora profissional, Geyse presentou a mãe e os cinco irmãos com uma casa própria, onde mora toda a família.

## Carreira com clubes
Depois de sua revelação pelo União Desportiva e passagem pelo Centro Olímpico.

### Corinthians
Geyse foi anunciada pelo Corinthians em 2016. Geyse estreou pelo Corinthians em 12 de março de 2017, marcando na vitória por 4 a 0 sobre o São Francisco. Ao longo de sua única temporada com o Corinthians, ela jogou em 27 partidas e marcou 9 gols.

### Madrid CFF
Geyse fez sua primeira transferência para a liga espanhola em 2017, quando assinou pelo recém-promovido Madrid CFF. Em sua primeira temporada Geyse fez apenas 11 jogos e marcou dois gols, deixando o Madrid em 10º lugar no campeonato.

### Benfica
Geyse concordou em transferir-se para o recém formado time feminino do clube português SL Benfica em maio de 2018. Ela se juntou a sua nova equipe em setembro de 2018, depois de jogar pelo Brasil na Copa do Mundo Feminina Sub-20 da FIFA 2018. Ela marcou 16 gols nos seus primeiros quatro jogos pelo Benfica, que entrou na segunda divisão em Portugal. Ela fez 6 gols num único jogo, seu recorde, contra o Almeirim, de Portugal.
Em 4 de janeiro de 2020,Geyse rescinde com o Benfica e regressa ao Madrid CFF. Deixou o clube lisboeta, líder do Campeonato Português de futebol feminino, além das conquistas da Taça de Portugal e o título da segunda divisão.

### Segunda passagen pelo Madrid CFF
Em 4 de janeiro de 2020, Geyse retorna para o Madrid CFF.
Em 10 de outubro de 2021, Geyse fez uma exibição simplesmente sensacional contra o Real Betis, onde marcou em quatro ocasiões para levar seu time a uma vitória por 5-4.
Em sua última temporada pelo clube, em 2021/2022, a atacante foi artilheira do campeonato espanhol com 20 gols marcados. Ela foi a primeira brasileira, sul-americana e americana a ser artilheira em terras espanholas.

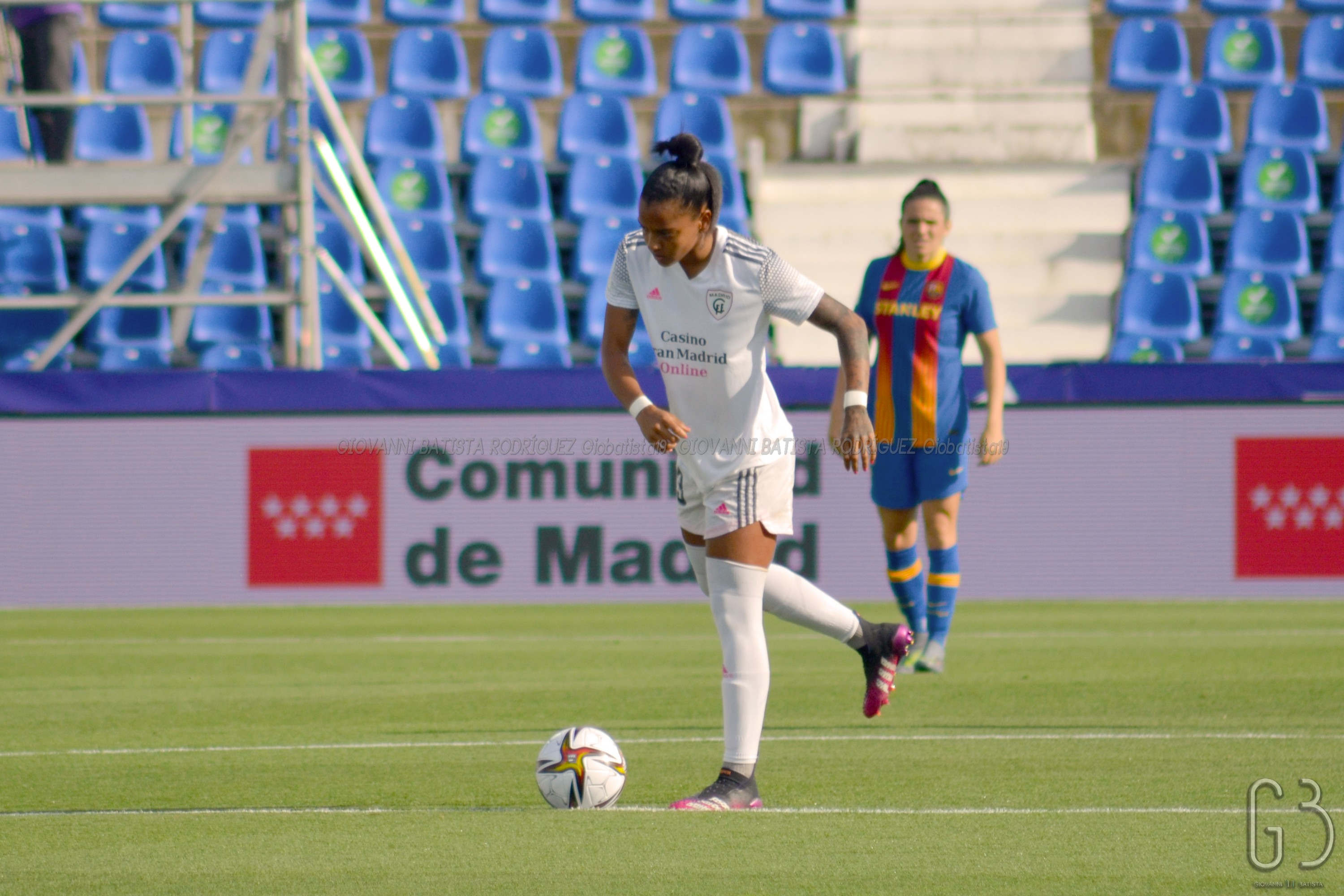
Geyse com a camisa do Madrid em 2021

### Barcelona
Em junho de 2022, Geyse é anunciada pelo vitorioso clube espanhol Barcelona Femení, onde vestirá a camisa 18 com contrato até 2024.
Como todas as grandes equipes, sempre gostei de jogar contra o Barça. Estou feliz por ter sido a artilheira ao lado de Oshoala e por agora ser sua companheira de equipe na próxima temporada— Geyse, a meia, durante sua apresentação.
Geyse encerrou sua passagem pelo Culés, onde fez 37 jogos, marcou 10 golos e deu 10 assistências, além das conquistas de uma Supercopa da Espanha, um Campeonato Espanhol, além da Uefa Champions League.

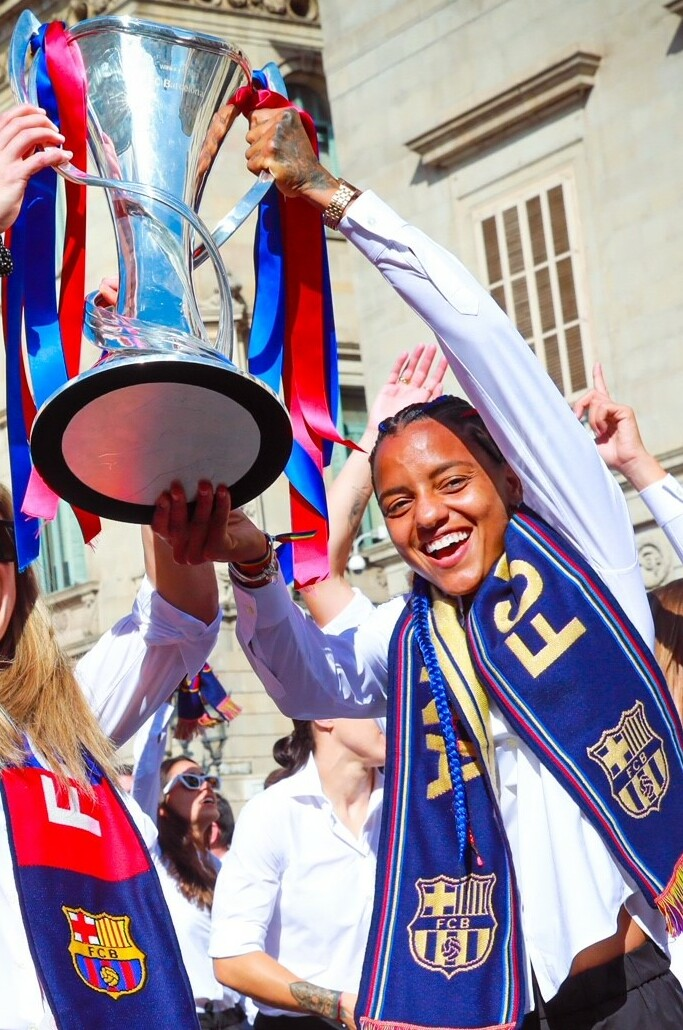
Geyse com o troféu da UEFA Champions League 2022-23

### Manchester United
Em 18 de agosto de 2023, Geyse foi anunciada pelo Manchester United. Ela fechou contrato de quatro anos com a equipa inglesa. Estreou-se na  Women's Super League pelo Manchester em vitória fora de casa contra o Aston Villa por 2-1, em 1 de outubro de 2023.

## Seleção brasileira

### Seleção sub-20
Em abril de 2015, as atuações de Geyse, de 17 anos, para a União Desportiva na corrida às quartas-de-final da Copa do Brasil de Futebol Feminino de 2015 levaram-na a ser convocada para o treinamento de equipes sub-20. Ela se tornou uma jogadora importante para o Brasil nas edições de 2016 e 2018 da Copa do Mundo Feminina Sub-20 da FIFA.

### Seleção principal

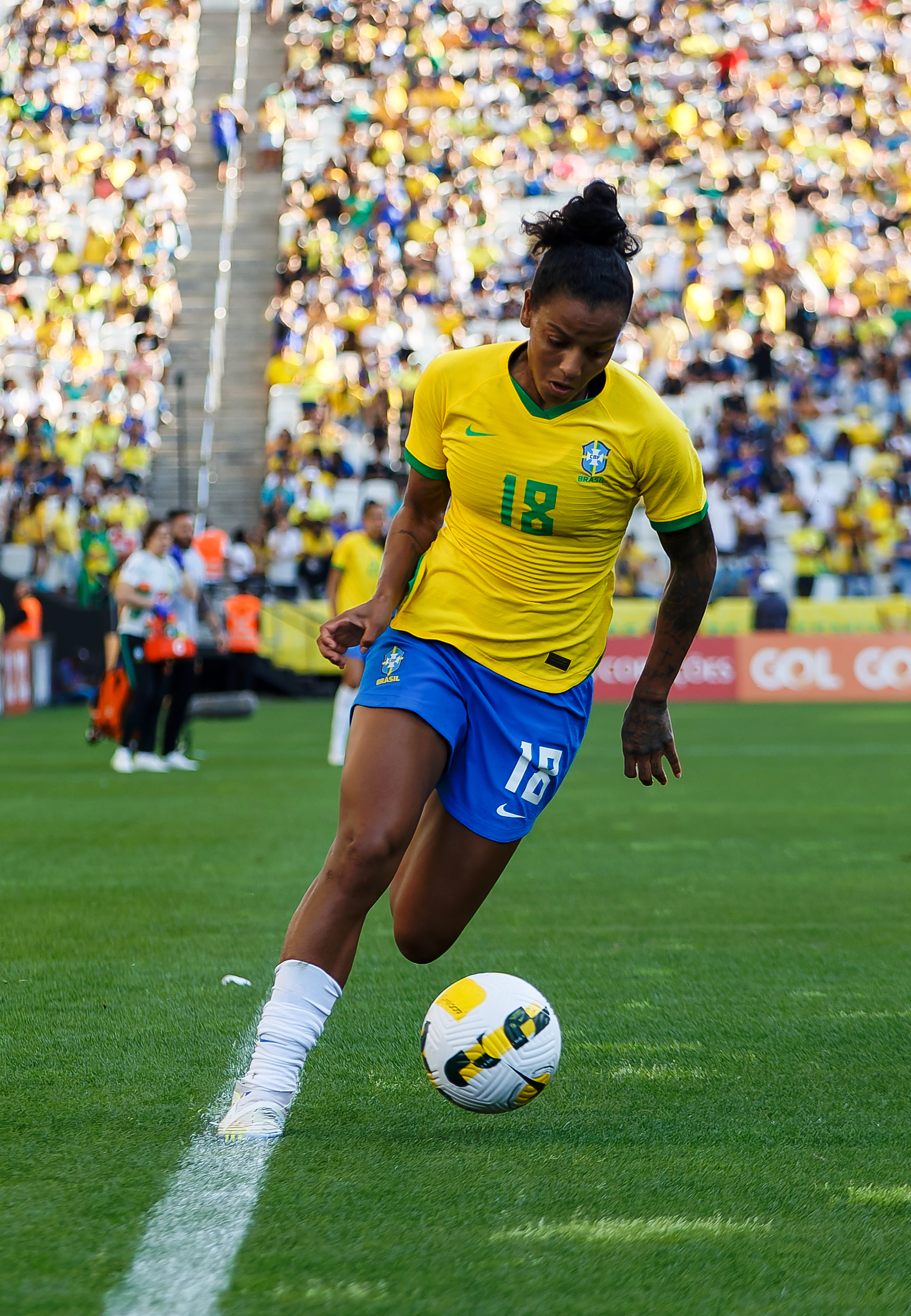
Geyse representando o Brasil contra o Canadá em 2022

Em setembro de 2017 Geyse faz sua estréia pela seleção brasileira de futebol feminino principal, como substituta na vitória por 4 a 0 sobre o Chile.
Geyse disputou os Jogos Olímpicos de Tóquio-2020.
A técnica Pia Sundhage anunciou em 27 de junho de 2023, a lista de jogadoras convocadas pela seleção brasileira para a Copa do Mundo Feminina 2023, a ser disputada na Austrália e na Nova Zelândia. A relação tem 23 nomes dentre estes o de Geyse.

## Títulos

### Clubes
Benfica
- Taça de Portugal: 2018-19
- 2ª divisão: 2018-19[25]

Manchester United
- Copa da Inglaterra: 2023-24[26]

### Seleção Brasileira
- Copa América Feminina: 2022[27]

## Prêmios individuais
- Melhor jogadora do Campeonato Sul-Americano Sub-20  2018[28]

## Artilharias
- Campeonato Sul-Americano Sub-20  2018: (12 golos)[29]
- Campeonato Espanhol 2020/2021: (20 golos)[30]

## Honrarias
- Embaixatriz de Maragogi 2020[31]